# Глазатовы
Глазатовы (Глазатые) — древний русский дворянский род.
По Тверской и Новгородской губерниям записаны в VI часть родословных книг две ветви этого рода, восходящие к концу XVI столетия, но Герольдией не утверждены, по недостаточности представленных документов.
Поручик Иван Андреевич Глазатов внесён 9 июня 1820 года во II часть дворянской родословной книги Рязанской губернии.

## Происхождение и история рода
Считаются происходящими от Вильгельма Люнебургского, по преданию выехавшего к Александру Невскому и принявшему православие с именем Леонтий. Один из его сыновей Юрий имел прозвание Глазат, является родоначальником, от его прозвания и пошла фамилия (XIII век).
Афанасий Коротаевич упомянут (1518), зачислен в состав Московского дворянства (1550). Игнатий Глазатов упоминается в духовной грамоте князя Фёдор Борисович Волоцкого (1523). Назар Анисимович псковский староста (1534). Илья Коротаевич и Василий Горяинович упомянуты (1546). Сидору Глазатову принадлежало место в Туле (ранее 1587).
Воин Глазатов служил стрелецким головою (1646), его потомство внесено в родословную книгу Тверской губернии.
Иван Афанасьевич владел населённым имением (1699).
В XVI и XVII столетиях Глазатовы владели поместьями в Новоторжском уезде.

## Известные представители
- Афанасий Кириллович — стряпчий (1683), стольник (1693)[2].
- Варлаам Глазатов (в миру Василий Павлович; умер в 1789 году) — иеромонах, восстановитель, затем игумен Савво-Вишерского монастыря.